# Piante infestanti
(Ralph Waldo Emerson)

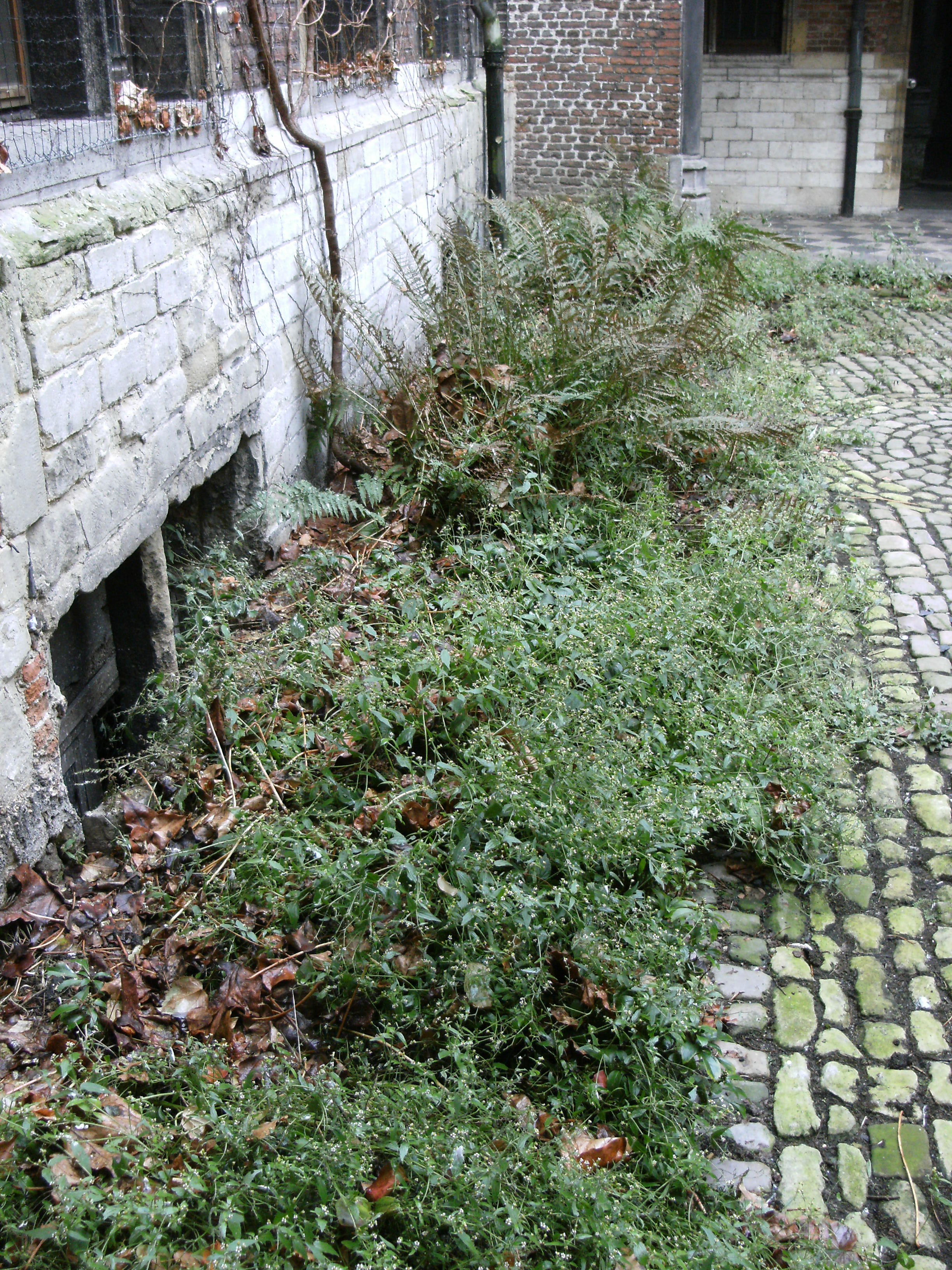
Piante infestanti sui bordi di una parete.

Una pianta infestante (oppure malerba o popolarmente erbaccia) è una pianta che, non rivestendo alcuna funzione ritenuta utile per la produzione agricola, va a danneggiare le piante esistenti entrando in competizione con esse o parassitizzandole.
In senso più ampio il concetto può essere esteso, oltre che alle piante infestanti i campi coltivati, anche alle piante che, crescendo in città in maniera incontrollata, accentuano il problema delle allergie o fanno percepire come "sporco" o degradato il luogo ove crescono.
Non esiste un vero e proprio elenco di piante infestanti in quanto la definizione di malerba è puramente soggettiva: alcune piante utili o coltivate possono divenire malerbe nel momento in cui cessa la loro funzione di utilità per l'uomo.
Talvolta viene usato in modo erroneo il termine pianta parassita come equivalente di pianta infestante.

## La malerba in agricoltura

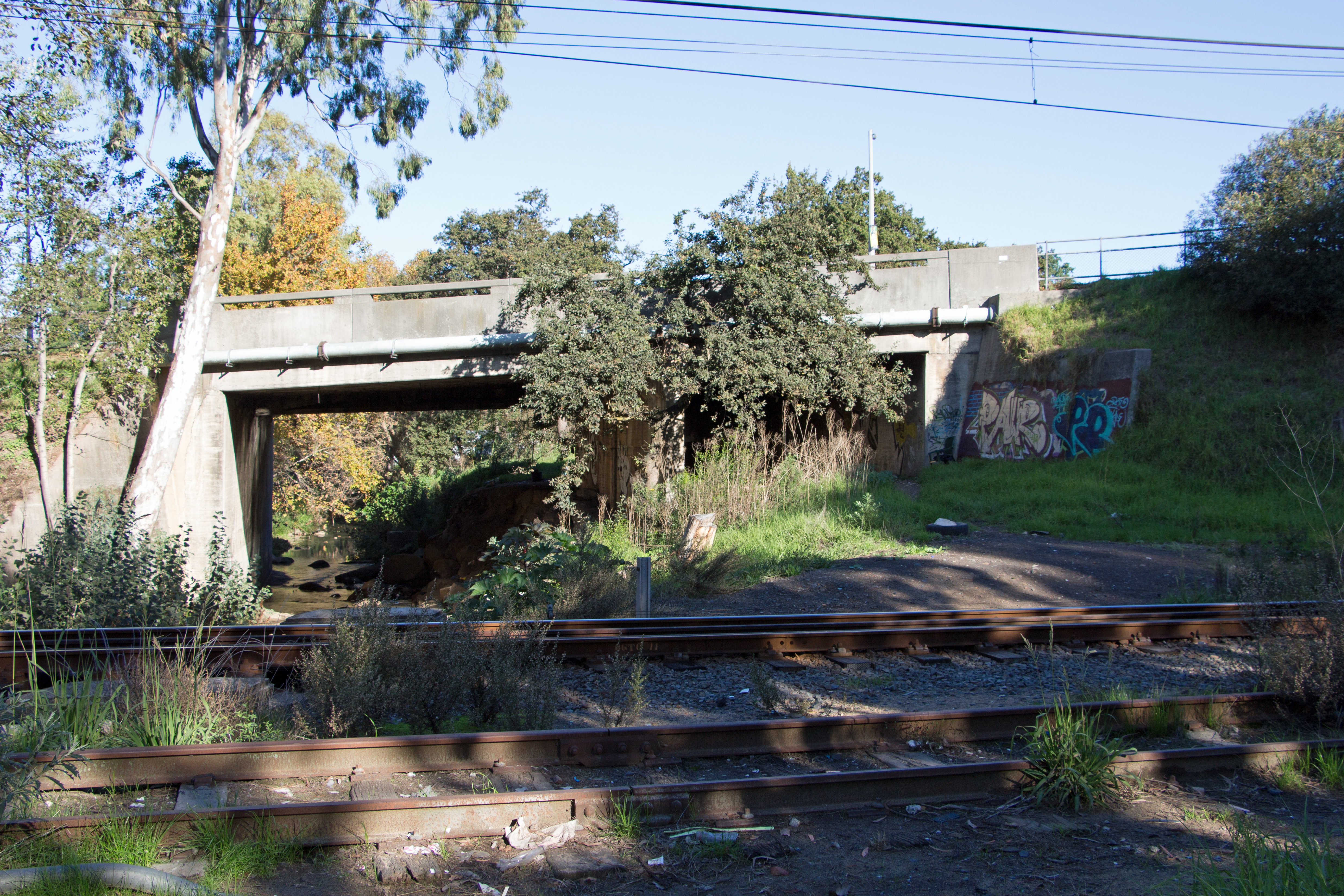
Piante infestanti che invadono luoghi di scarso transito umano.

Nel quadro della produzione agricola, come si è detto, si considerano infestanti le specie non coltivate che si installano in un campo, ma anche la ricrescita di una coltura precedente, come ad esempio:
- la ricrescita di cereali in un campo di colza;
- la ricrescita di patate in un campo di cereali o di barbabietole;

e così via.
Le infestanti possono essere:
- piante perenni, che si riproducono in modo vegetativo, oppure che permangono nel terreno per diversi anni: gramigna, vilucchio, ailanto, vite americana, vilucchio bianco, ecc...
- piante annuali, più spesso, che si riproducono da seme, spesso con un forte potenziale riproduttivo: erba morella, sorghetto, bella di notte, stramonio, euphorbia helioscopia, ecc...

### La semenza della malerba

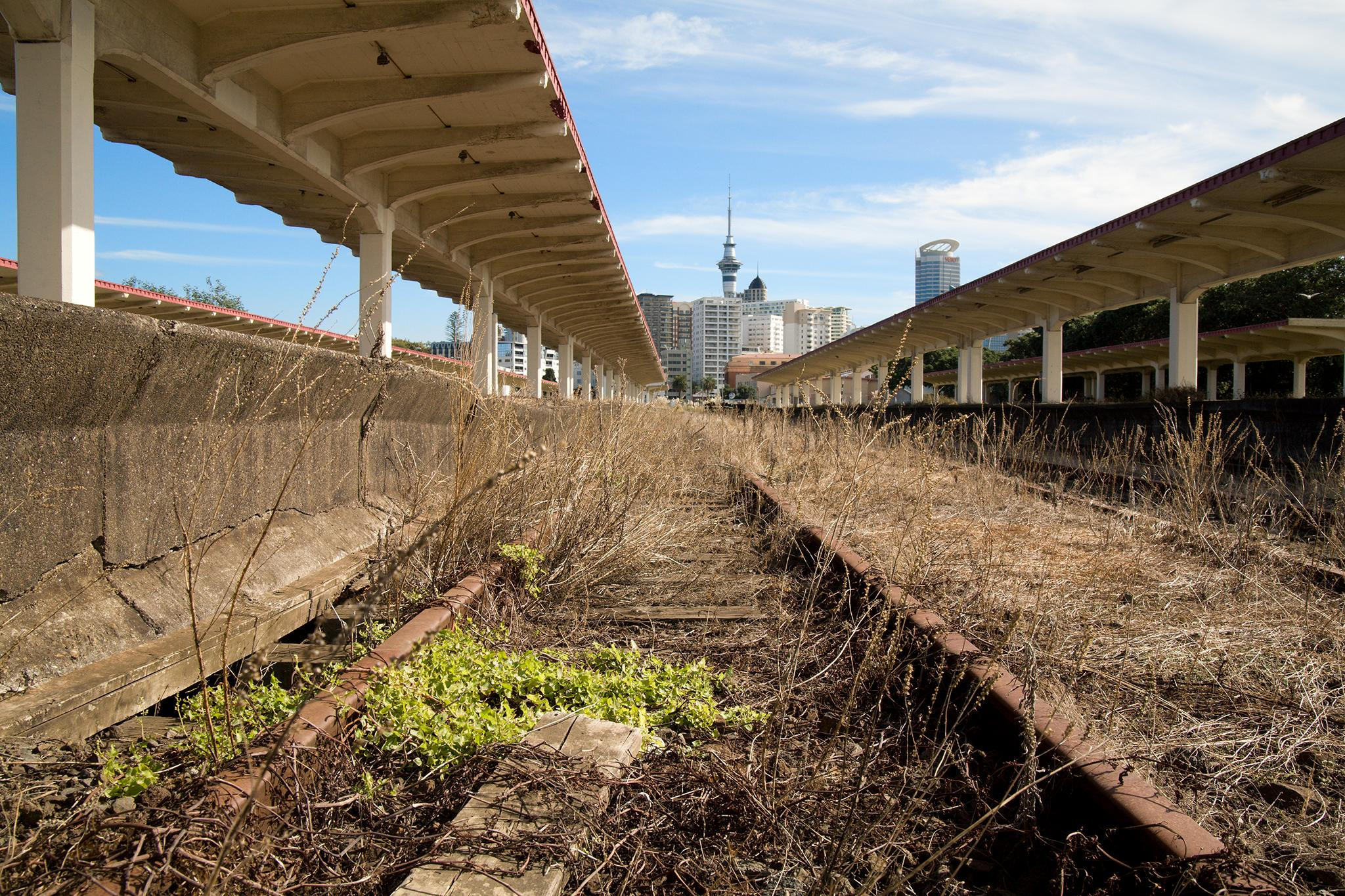
Piante infestanti in stato di secchezza invadono luoghi a pochi passi dall'agglomerato urbano.

La semenza delle infestanti è caratterizzata da:
- una grande longevità, dipendente da una forte resistenza al disseccamento e all'asfissia anche in caso di interramento profondo, grazie all'impermeabilità all'acqua e all'aria del loro tegumento;
- la presenza nel suolo in grandi quantità, da 20 a 400 milioni di semi per ettaro a una profondità tra 10 e 15 cm: si stima costituisca dal 5 al 10% della flora di superficie.

### Identificazione delle infestanti

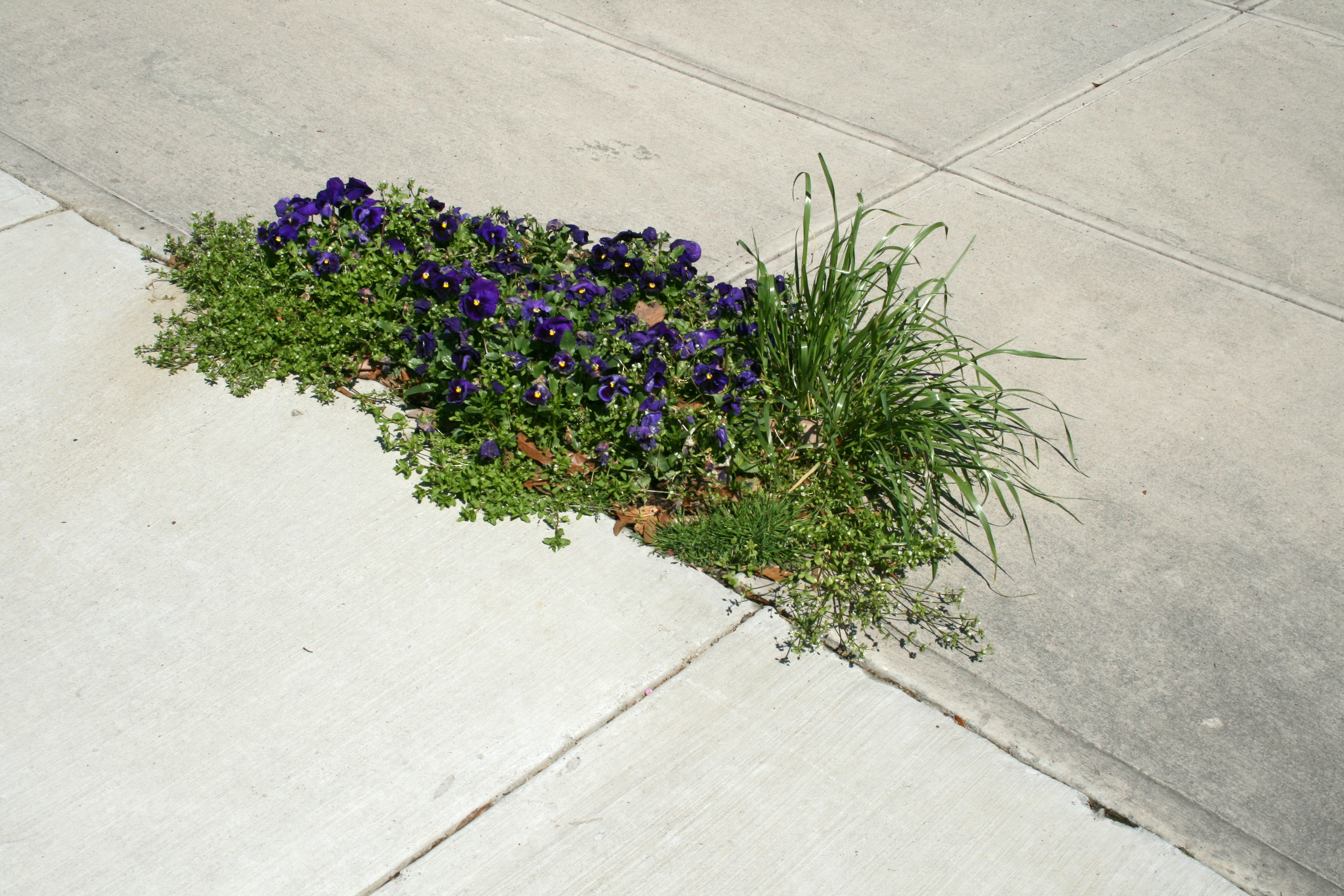
Piante infestanti cresciute sul ciglio di un marciapiede.

Per utilizzare in modo razionale gli erbicidi evitando trattamenti inutili, è necessario che gli agricoltori identifichino le infestanti presenti sui loro terreni.
In un'area di produzione determinata, il numero delle principali specie di infestanti da conoscere si aggira attorno alla trentina.
D'altra parte, alcune specie sono spesso associate a determinate colture: chenopodio e amaranto alle barbabietole, caglio e veronica ai cereali, ecc.
Il riconoscimento è ancor più importante nel caso che il controllo sia effettuato evitando l'utilizzo di mezzi chimici, ad esempio in agricoltura biologica. Difatti è indispensabile conoscere il ciclo biologico della pianta in modo da scegliere la strategia di controllo più efficace ed economica, ed il momento ottimale di attuazione.

### Danni delle infestanti alle colture

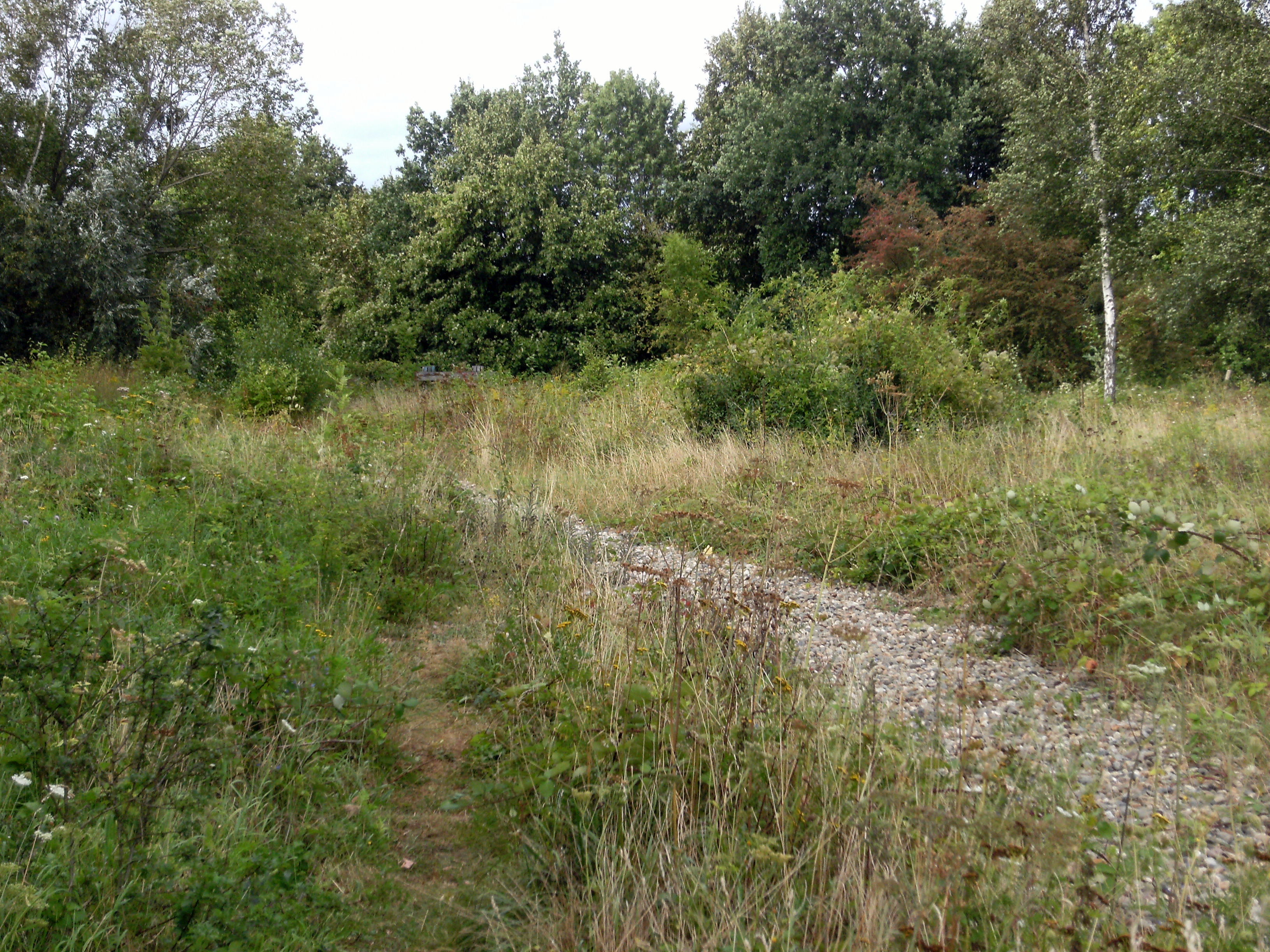
Piante infestanti invadono enormemente terreni agricoli, ormai in stato di incuria.

La nocività delle infestanti si presenta sotto i seguenti aspetti:
- concorrenza per la radiazione solare, l'acqua e i nutrienti: le infestanti si alimentano a danno delle colture. Il peso di questa concorrenza è in funzione della natura delle infestanti, della loro densità, dell'influenza della concimazione e delle condizioni climatiche favorevoli al loro sviluppo.
- deprezzamento della raccolta, in presenza di frammenti di infestanti che diminuiscono la qualità della produzione, o di chicchi di infestanti, come la morella o la carie, che possono alterarne il sapore o indurre effetti tossici. La presenza di ranuncoli, di equiseto, di felci, di colchico o di mercuriali nelle erbacee stoccate in silo o raccolte a secco e non sono consumate fresche dagli animali, può provocare incidenti.
- caglio e chenopodio possono creare intasamenti nelle macchine al momento della raccolta delle barbabietole; la presenza di graminacee infestanti può favorire l'allettamento dei cereali e così danneggiarne la raccolta;
- lo sviluppo di parassiti e di malattie può essere favorito dal microclima creato da infestanti invasive, o dal fatto che esse costituiscono un serbatoio o un rifugio per virus, batteri, funghi, acari o insetti.

### Effetti nefasti della lotta contro le infestanti

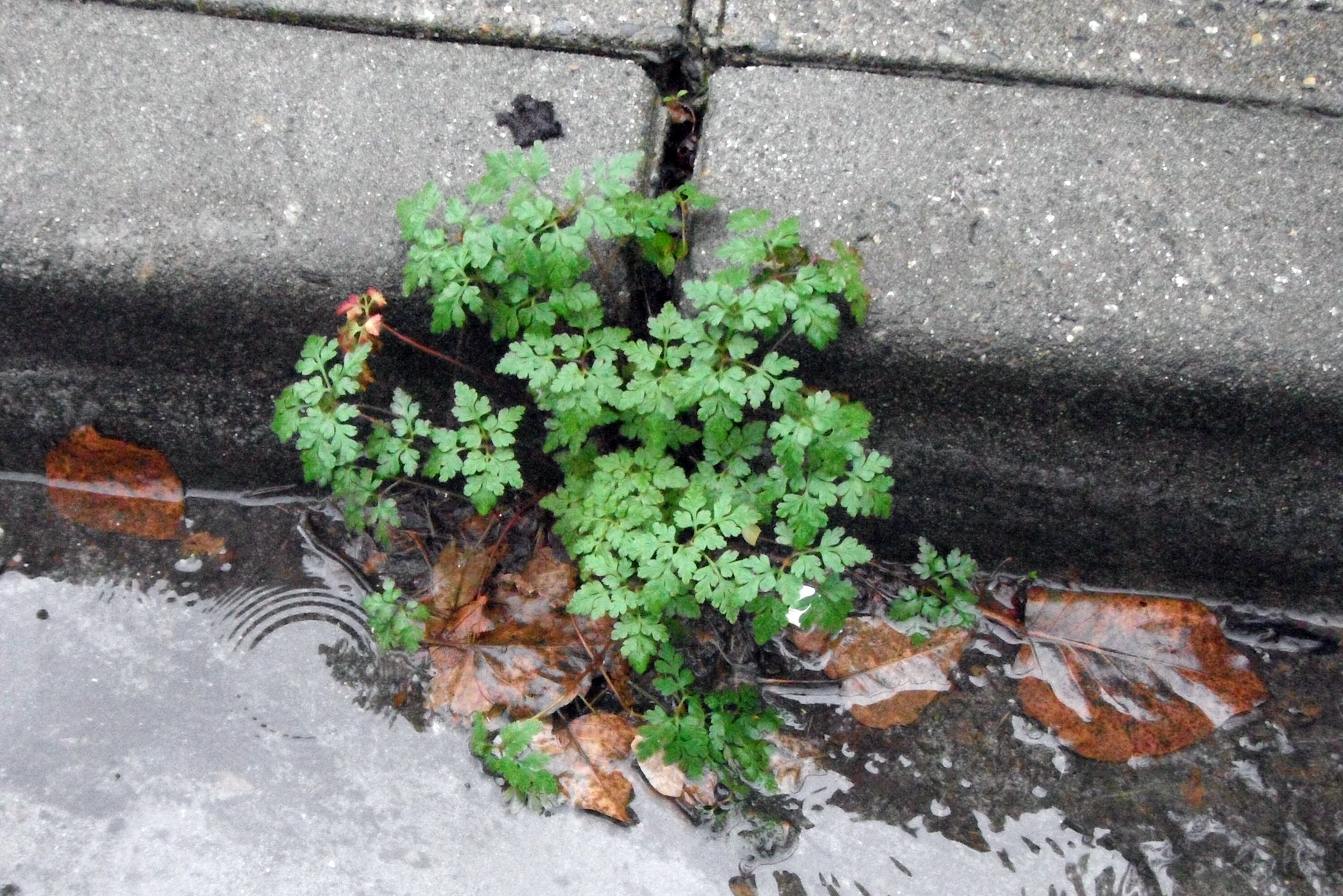
Particolare di una piccola pianta infestante.

L'uso sconsiderato di erbicidi per controllare lo sviluppo delle infestanti ha portato a casi di inquinamento delle acque di superficie e di quelle sotterranee da parte delle sostanze chimiche in essi contenute, in particolare quelle appartenenti alla famiglia delle triazine (per questa ragione, gli erbicidi appartenenti a questo gruppo sono vietati, in Francia).
La possibilità di sviluppo di colture di mais transgenico resistente ad alcuni erbicidi suscita interrogativi. Impiegati nel rispetto delle buone pratiche agricole, questi OGM possono ridurre l'impatto ambientale grazie all'utilizzo di erbicidi molto meno tossici. Tuttavia un utilizzo non ragionato dei diserbanti può indurre ulteriore inquinamento delle acque.

### Controllo delle infestanti

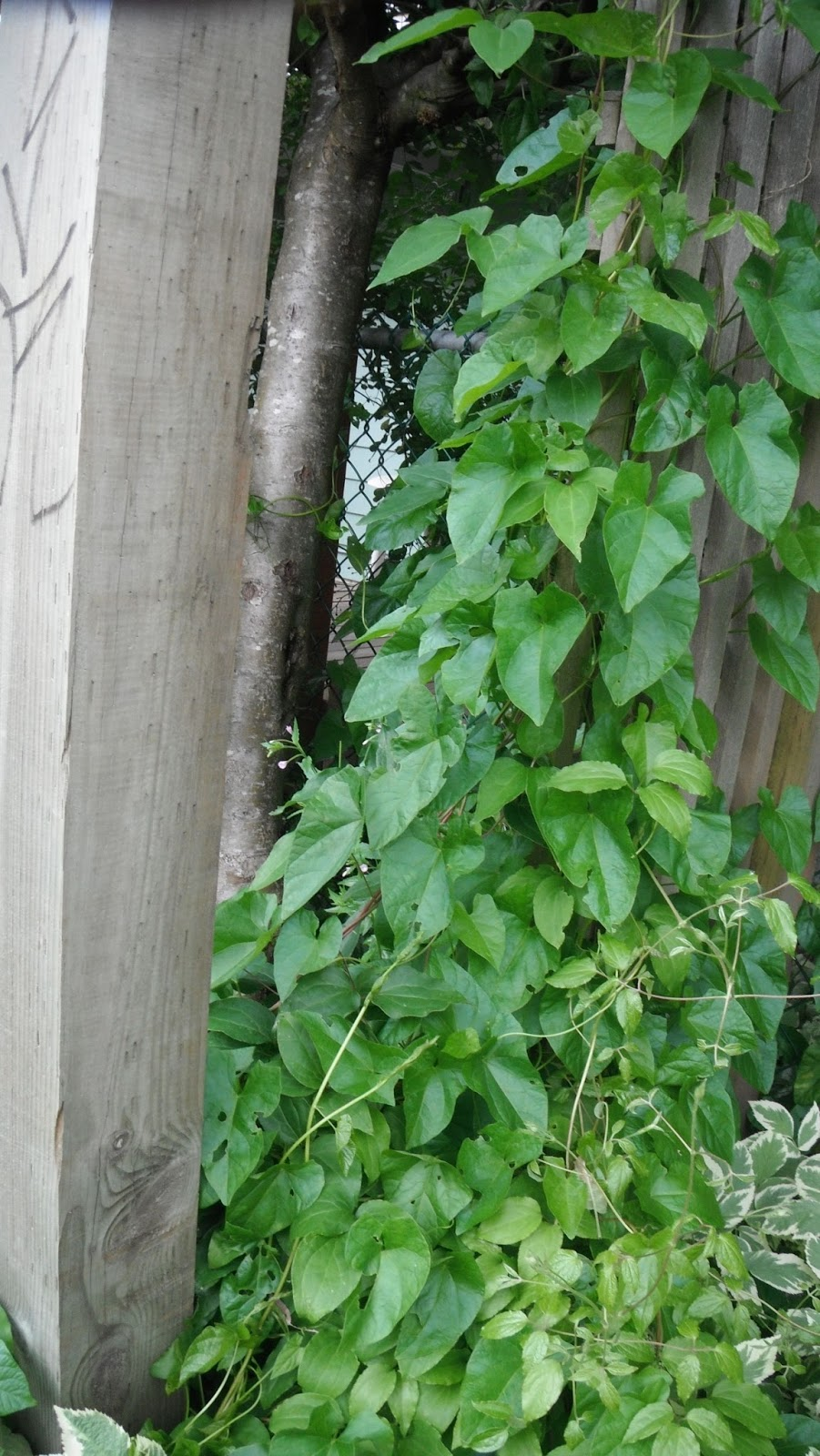
Piante infestanti che hanno cominciato a ingarbugliarsi tra le pareti di una staccionata.

Il controllo delle infestanti in un terreno agrario è, come si è detto, fondamentale.
Il controllo si può attuare con l'ausilio di pratiche agronomiche, lavorazioni meccaniche, interventi con mezzi fisici, chimici, biologici o attraverso l'azione combinata di quelli citati.
Esistono due metodi, per controllare le infestanti: quello diretto e quello indiretto. Quello indiretto (preventivo), consiste nell'evitare che i semi delle infestanti possano entrare nel campo coltivato, la disseminazione, quindi, si può evitare, mediante:
- Il controllo degli incolti, ad esempio carraie o fossi.
- Non utilizzare letame fresco (il letame è formato dalla paglia che può essere infestata; inoltre le deiezioni degli animali possono contenere i semi delle infestanti. Tutti questi effetti scompaiono con adeguata maturazione aerobica, da protrarsi per almeno 9 mesi).
- Curare la pulizia delle macchine.
- Controllare sempre la purezza della semente, che non sia contaminata da semi o frammenti di piante infestanti.

Un metodo per evitare la presenza di infestanti in una coltivazione è una buona rotazione colturale; ad esempio una sessennale formata da:
- 1º anno: pianta da rinnovo; che può essere il pomodoro.
- 2º anno: pianta depauperante; che può essere il frumento.
- 3º 4º 5º anno: pianta miglioratrice; che può essere l'erba medica, ma anche soia, trifoglio, fava, ecc. Va detto però che queste ultime tre, sarebbe bene tenerle sul terreno solo un anno, perché, dopo dodici mesi, cominciano a perdere le loro proprietà; discorso contrario per la medica, che per tre anni consecutivi, continua a dare nuovi fusti.
- 6º anno: pianta depauperante.

Il perché una buona rotazione può contrastare le infestanti è che le piante da rinnovo (come il pomodoro) necessitano di un buon diserbo e buoni interventi colturali per produrre, quindi, la pianta che l'anno successivo si troverà in quel determinato campo.
Il controllo diretto, invece, interviene direttamente sull'infestante presente nel campo. Esistono due tipi di controllo diretto: il diserbo meccanico e il diserbo chimico. Il diserbo meccanico che prevede delle macchine per diserbare i terreni infestati, è composto da due tipi di macchine: la sarchiatrice (sia ad organi rotanti ed a organi fissi) e l'erpice strigliatore per il frumento.
Il diserbo chimico (non tollerato dall'agricoltura biologica) utilizza dei diserbanti (o erbicidi) per disinfestare i terreni, grazie soprattutto a macchine finalizzate allo spandimento di queste sostanze dannose per le piante erbacee.

## Tipologie
| Nome                  | Immagine |
| --------------------- | -------- |
| Pratolina             |          |
| Aubrieta              |          |
| Nasturzio             |          |
| Convolvolo            |          |
| Farinaccio            |          |
| Borsa del pastore     |          |
| Sanguinella           |          |
| Acetosella            |          |
| Oenothera             |          |
| Dente di leone        |          |
| Ranuncolo favagello   |          |
| Veronica              |          |
| Iperico               |          |
| Rudbeckia             |          |
| Papavero comune       |          |
| Edera                 |          |
| Sambuco               |          |
| Asparago              |          |
| Lampone               |          |
| Vitalba               |          |
| Rovo Comune           |          |
| Euforbia Arborea      |          |
| Corbezzolo            |          |
| Salvia                |          |
| Fragola               |          |
| Ortica                |          |
| Epimedio              |          |
| Trifoglio bianco      |          |
| Dichondra             |          |
| Cardo                 |          |
| Gramigna              |          |
| Alisso                |          |
| Ceratostigma          |          |
| Phlox                 |          |
| Cyperus               |          |
| Digitaria sanguinalis |          |
| Giavone               |          |
| Poa                   |          |
| Setaria viridis       |          |
| Amaranto              |          |
| Plantago              |          |
| Caltha palustre       |          |
| Avena selvatica       |          |
| Piantaggine lanciuola |          |
| Romice                |          |
| Lamium                |          |
| Galinsoga             |          |
| Portulaca             |          |
| Verbasco              |          |
| Achillea              |          |
| Cipollino             |          |
| Stoppione             |          |
| Stellaria             |          |